# باسم عطا الله
باسم عطا الله (عربی: باسم عطا الله البقي؛ زادهٔ ۱۱ ژوئیهٔ ۱۹۸۹) یک ورزشکار اهل عربستان سعودی است.
از باشگاه‌هایی که در آن بازی کرده‌است می‌توان به باشگاه فوتبال الاهلی عربستان سعودی و باشگاه فوتبال التعاون عربستان سعودی اشاره کرد.